# ʪ
Cette page contient des caractères spéciaux ou non latins. S’ils s’affichent mal (▯, ?, etc.), consultez la page d’aide Unicode.
ʪ, appelé les ou ligature ls, est une lettre additionnelle de l’écriture latine qui est utilisée dans les extensions de alphabet phonétique international pour représenter une consonne fricative latéro-médiane alvéolaire sourde.

## Représentations informatiques
Le les peut être représentée avec les caractères Unicode (alphabet phonétique international) suivants :
| formes    | représentations | chaînes de caractères | points de code | descriptions                        |
| --------- | --------------- | --------------------- | -------------- | ----------------------------------- |
| minuscule | ʪ               | ʪ                     | U+02AA         | lettre minuscule latine digramme ls |